# Smithiantha zebrina
Smithiantha zebrina är en tvåhjärtbladig växtart som först beskrevs av Joseph Paxton och som fick sitt nu gällande namn av Carl Ernst Otto Kuntze.
Smithiantha zebrina ingår i släktet Smithiantha och familjen Gesneriaceae. Inga underarter finns listade i Catalogue of Life.